# 莲花山古采石场
莲花山古采石场位于中国广东省广州市番禺区石楼镇莲花山社区莲花山，是一处具有二千年历史的古采石场遗址，2001年被列为第五批全国重点文物保护单位。 
莲花山古采石场开采时间自西汉初年一直延续至清代道光年间，开采面积约500亩，以切割式凿岩法开采，遗留的采石面平均高度为25米，最高处达40米，最深处在地面下13米。采石场至今仍保留着古代采石时留下的石柱、石板及大量未能运走的石料。 